# Kematen am Innbach
Kematen am Innbach è un comune austriaco di 1 641 abitanti nel distretto di Grieskirchen, in Alta Austria; ha lo status di comune mercato (Marktgemeinde).